# ФК Борац Бачки Грачац
ФК Борац је аматерски фудбалски клуб из Бачког Грачаца и тренутно игра у МОЛ Сомбор, шестом нивоу српског фудбала.

## Историја
Након одигране јесење полусезоне Подручне лиге Сомбор 2017. године, фудбалски клуб Борац одустао је од даљег такмичења. Клуб се након паузе од пола године, поново активирао у лето 2018. из најнижег фудбалског ранга (МОЛ Сомбор - 2. разред) и по први пут у својој историји био први на табели! 
Наредне године у предпоследњем рангу, као другопласирани, Борац је изборио пласман у Подручну лигу Сомбор .
У сезони 2022/23. Борац испада из Подручне лиге Сомбор као тринаестопласирани тим на табели у МОЛ Сомбор где се и данас такмичи. 

## Успеси
- МФЛ Сомбор — други разред
Освајач: 2018/19.